# Lewkowo (rejon postawski)
Lewkowo – dawny folwark. Tereny na których leżał, znajdują się obecnie na Białorusi, w obwodzie witebskim, w rejonie postawskim, w sielsowiecie Woropajewo.

## Historia
W czasach zaborów w granicach Imperium Rosyjskiego.
W dwudziestoleciu międzywojennym folwark leżał w Polsce, w województwie wileńskim, w powiecie duniłowickim (od 1926 postawskim), w gminie Duniłowicze.
Według Powszechnego Spisu Ludności z 1921 roku zamieszkiwało tu 30 osób, 21 było wyznania rzymskokatolickiego a 9 prawosławnego. Jednocześnie 21 mieszkańców zadeklarowało polską przynależność narodową a 9 białoruską. Były tu 3 budynki mieszkalne. W 1931 w 6 domach zamieszkiwało 37 osób.
Miejscowość należała do parafii rzymskokatolickiej i prawosławnej w Duniłowiczach. Podlegała pod Sąd Grodzki w Duniłowiczach i Okręgowy w Wilnie; właściwy urząd pocztowy mieścił się w Duniłowiczach.
W 1938 roku folwark należał do gromady Oleszyno gminy Duniłowicze.